# Helper (Utah)
Helper je město v okresu Carbon County ve státě Utah. K roku 2000 zde žilo 2 025 obyvatel. S celkovou rozlohou 4,6 km² byla hustota zalidnění 437,3 obyvatel na km².